# Drag king
Un drag king n'est pas à confondre avec un homme trans.
Pour des articles plus généraux, voir Drag et Culture LGBT.

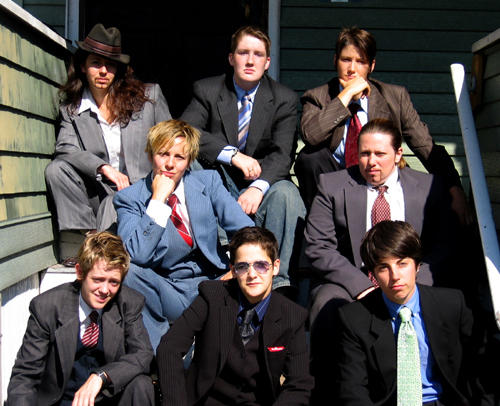
Un groupe de drag kings se produisant en spectacle.

Les drag kings (terme anglais construit en miroir de drag queen) sont des personnes construisant une identité masculine volontairement basée sur des archétypes de façon temporaire le temps d'un jeu de rôle ou drag. Ils construisent leur identité à travers la masculinité, au cours d'un spectacle ou d'ateliers. Le drag king entretient des liens forts avec l'histoire du lesbianisme et des hommes transgenres, même si les drag kings peuvent être de toute identité de genre ou orientation sexuelle. 
Le mouvement, qui trouve son origine aux débuts du XXe siècle chez les garçonnes, est une volonté, souvent issue du mouvement du féminisme radical, de refuser les stéréotypes de genre. Si les drag kings manifestent par leur apparence physique leur appartenance au genre masculin, ils ne sont pas nécessairement transgenres.

## Étymologie
Diane Torr fait remonter l'origine du mot drag king au maquilleur et musicien Johnny Science (1955-2007) qui organise des salons drag king chez la performeuse post-porn queer et sexologue Annie Sprinkle.
Selon l'époque, le terme a pu se confondre avec d'autres. Dans les années 1940-1950, les performances de masculinité des lesbiennes sont appelées male impersonator. Il s'agit d'une branche différente, car les drag kings ne suivent pas les techniques d'acting de l'Actor's Studio, mais sont plutôt dans une pratique créative et une poésie d'opprimé. Dans les années 1970, le terme de drag king sert également à désigner les butchs.
Le terme apparaît pour la première fois à l'écrit en 1972.

## Historique

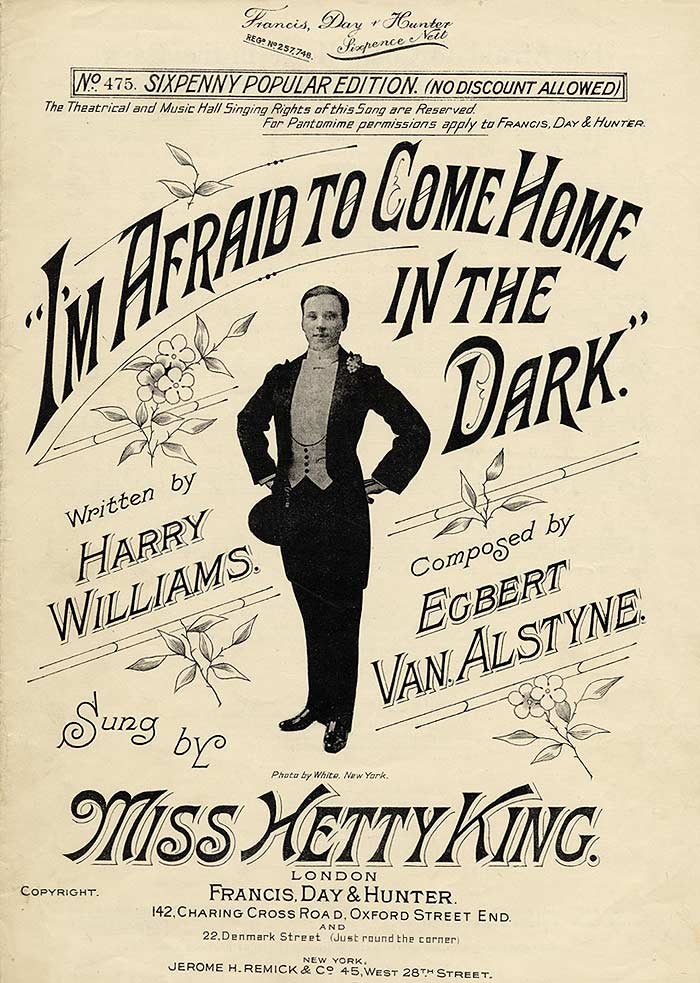
Couverture d'une partition de I'm Afraid to Come Home in the Dark, par la chanteuse et travestie Hetty King.

### Premières traces
Si le terme de drag king est employé à l'écrit pour la première fois en 1972, des pratiques de travestissement au masculin existent tout au cours de l'histoire dans le monde entier.
Le travestissement des femmes pour des raisons économiques ou accéder à des métiers qui leur étaient interdits présente plusieurs occurrences dans l'histoire : aux États-Unis pour participer à la conquête de l'Ouest, pour servir comme Pirates, marins, militaires, politiques, vivre avec une autre femme, voire l'épouser.
En Chine, il est documenté pour la première fois des « personnages hommes féminins » (voir les rôles Sheng (en)), lors de la dynastie Tang, entre 618 et 907 : les femmes jouent des hommes dans des représentations scéniques. Ces pratiques se poursuivent jusqu'au début de la dynastie Qing : l'empereur Qianlong interdit aux actrices de se produire en 1722. Elle est relancée à la fin des XIXe et XXe siècles lorsque l'interdiction est assouplie.

### XIXesiècle

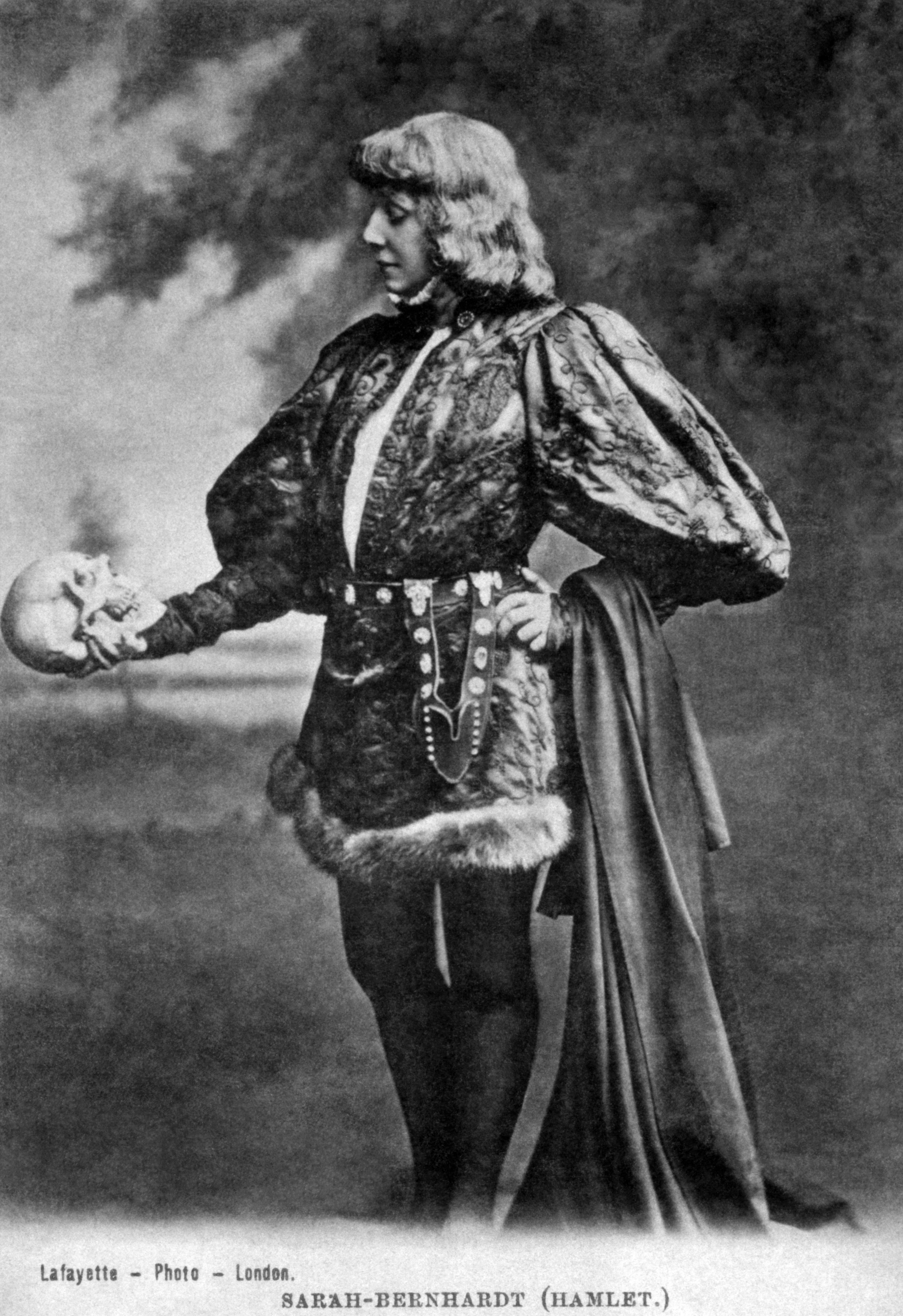
Sarah Bernhardt dans le rôle d'Hamlet en 1899.

Des femmes se travestissent au théâtre et à l'opéra dès le XVIIIe siècle. En 1837, la mime et danseuse française Madame Céleste interprète Hamet, un jeune garçon arabe, dans la pièce Victoire! au théâtre Adelphi à Londres. La première travestie célèbre aux États-Unis est Annie Hindle, qui se met en scène à New York à partir de 1867. En 1886, elle épouse sa styliste, Annie Ryan. La comédienne française Sarah Bernhardt interprète de nombreux rôles masculins dont celui d'Hamlet à partir de 1899.
Pendant la Belle Époque en France, des femmes se rendent habillés en hommes à moustache aux bals de Carnaval. Plusieurs personnalités également le font : Claude Cahun, George Sand, Madeleine Pelletier, Violette Morris, Rosa Bonheur. L'artiste femme racisée la mieux payée est alors la chanteuse et drag king Florence Hines (en) qui performe au Creole Brulesque de Sam T. Jack et en devient le maître de cérémonie au style dandy de 1891 à 1906.

### XXesiècle

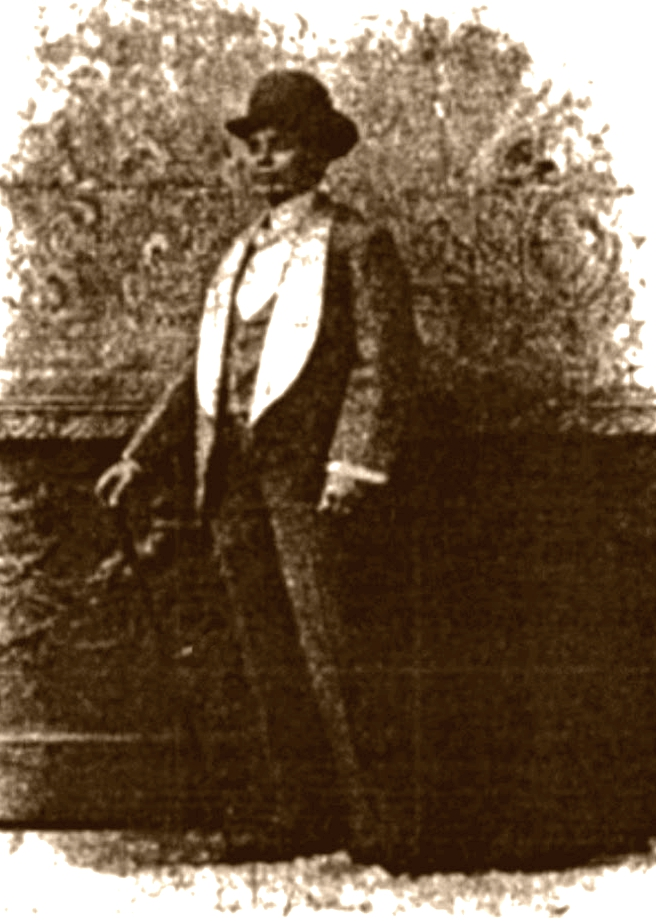
en Drag King dandy.

Des travesties britanniques célèbres sont Vesta Tilley, Bessie Bonehill (en), Ella Shields (en) et Hetty King,. Des années 1920 aux années 1940, la chanteuse Gladys Bentley joue à New York, Los Angeles et San Francisco habillée en homme. Dans les années 1950 et 1960, Stormé DeLarverie est maître de cérémonie et chanteur pour accompagner une troupe de drag queens à la compagnie du Jewel Box Revue. En 1969, La Rue est le premier drag king à apparaître à la Royal Variety Performance.
En 1972, le mot drag king est utilisé pour la première fois sur un support écrit. Il inclut parfois des personnes à corps féminin qui s'habillent de façon masculine, sans but de spectacle. Des femmes modernes choisissant de porter un costume, une cravate, une veste d'homme ou encore un chapeau d'homme ne sont pas des drag kings.

### Années 1990
En 1989, la performeuse dragking Diane Torr dite « Tornade » et la sexologue-artiste Annie Sprinkle fondent les Drag King Workshops pour apprendre aux femmes à se déguiser et performer la masculinité pour la vie quotidienne,,. En 2002, elle apparaît dans le film Venus Boyz (de).
En mai 1992, trois ans après la création des ateliers, est donné le premier bal Drag King à New York. Et en 1995 se tient le premier concours Drag King lors du Festival international du cinéma gay et lesbien à Londres. On considère que le premier spectacle donné aurait eu lieu à New York, dans le bar Henriette Hudson en décembre 1995.
Dans les années 1990, les spectacles et ateliers les plus connus ont lieu au Club Casanova à New York, au Club Geezer à Londres, au Baybrick Inn et Club Confidential à San Francisco tenus par des figures comme Elvis Herselvis (Leigh Crow), Mo B. Dick, Manolo (Shelley Mars), Murray Hill, Dred, Diane Torr. On peut penser en 1993 à la Une de Vanity Fair où la chanteuse K.D. Lang habillée en homme se fait raser la barbe par Cindy Crawford.

### XXIesiècle
Les années 2010 voient se développer davantage les dragkings dans les grandes villes. En mai 2008, le magazine Têtu publie l'article « Drag King : Do it yourself ». En 2011 aux MTV awards, la pop star Lady Gaga fait un show en Joe Calderone.
En 2025, la chaine Revry diffuse la première saison de l'émission King of Drag, présentée par Murray Hill et dans laquelle 10 drag kings des États-Unis s'affrontent pour le titre de King of Drag (« Roi du Drag »).

## Techniques

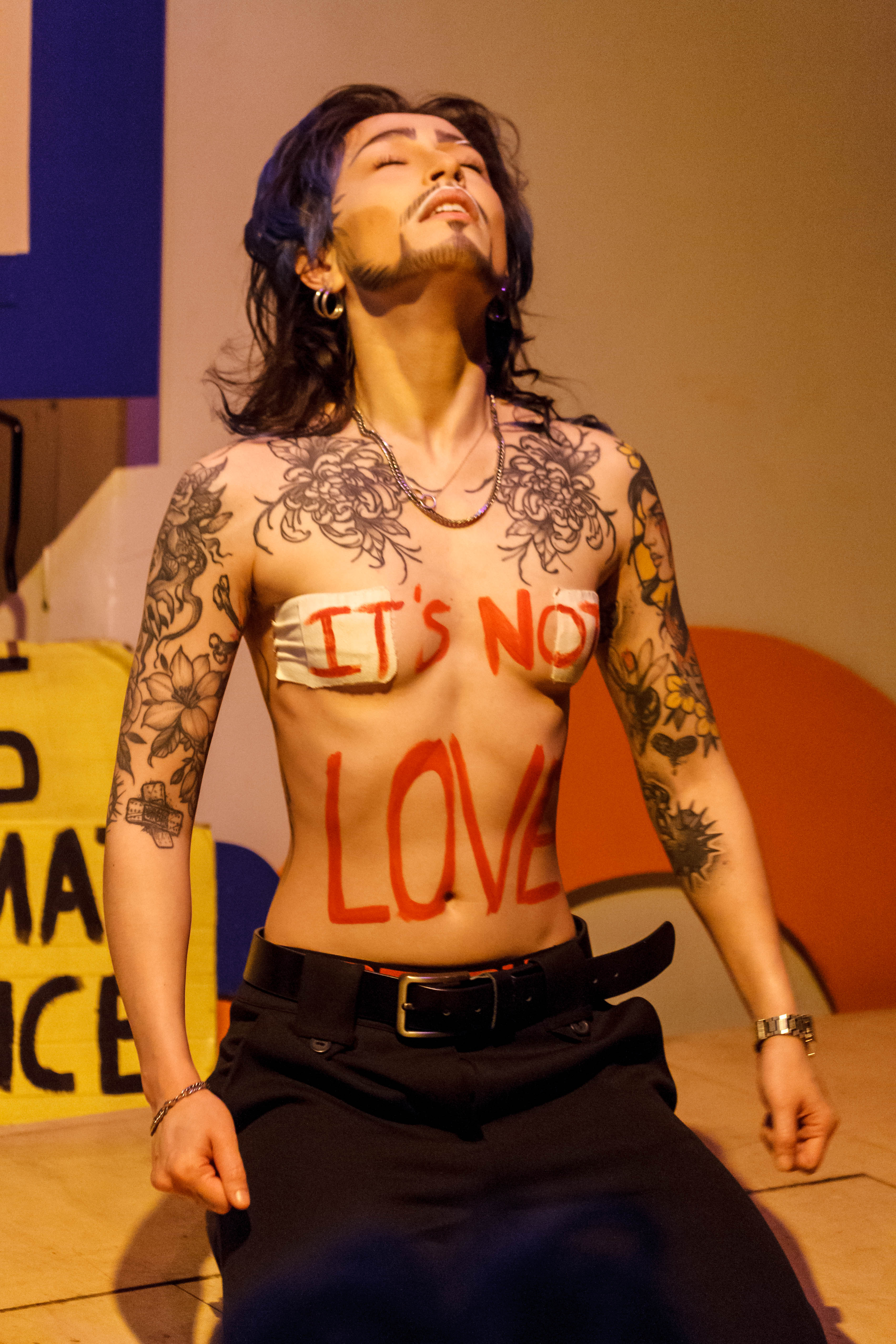
Levo Evolove performant sur les violences conjugales en 2023.

### Maquillage
Pour faciliter la lecture du genre masculin, une des étapes essentielles est celle d'apporter de la pilosité sur le visage,,,,,,,. La pilosité faciale est imitée par du mascara, surnommé menscara, de mascara et men, hommes en anglais, du liner ou par des morceaux de cheveux ou perruque collés sur le visage.
Avec des sticks de contouring de différentes couleurs, les drag kings accentuent leurs mâchoires, l'arête de leur nez et leurs arcades sourcilières, les rendant saillantes. Aux États-Unis, il peut arriver que certains drag kings utilisent des mèches de leurs propres cheveux à cet effet pour plus de réalisme.

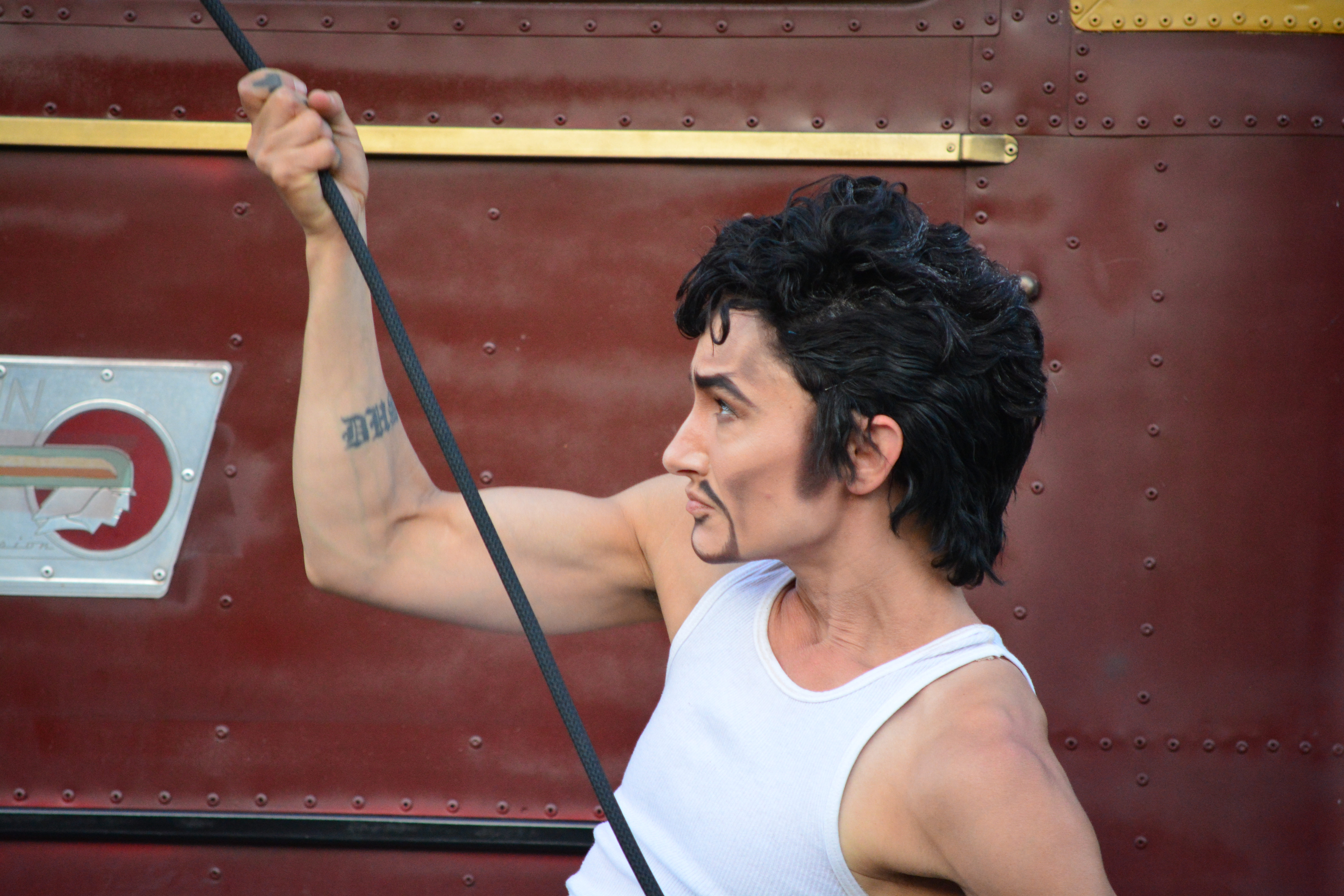
Drag King Manny Manstands à Seattle en 2023.

### Vêtements
Le look dandy est très prisé, les artistes drag kings utilisent largement les vestes de costumes et les chemises. Les vêtements font également l'objet de beaucoup d'attention. Par exemple, les drag kings portent des hauts qui donnent un air plus carré à leurs épaules.

### Modifications corporelles

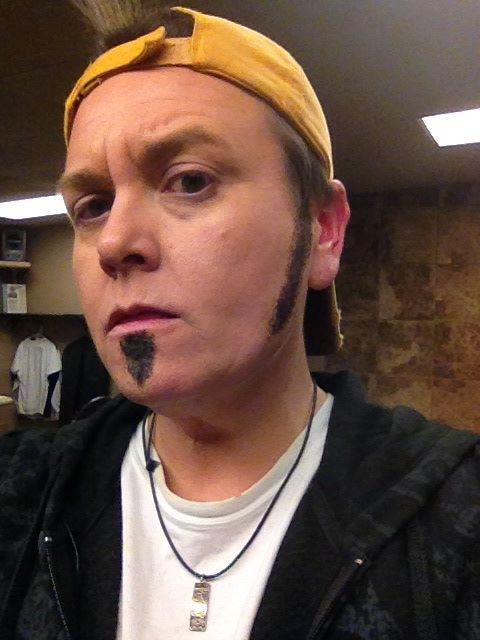
Le drag king JC Leigh Cox au cours d'une représentation.

Les drag kings utilisent le plus souvent les techniques du bandage de la poitrine dite « binding » (un binder ou des straps). La première technique consiste à réduire ses seins de façon temporaire en la serrant avec des bandes de tissus. Une alternative permet d'utiliser du ruban adhésif de bondage pour amener les seins sous les aisselles, l'intérêt de ce scotch précis étant qu'il n'abîme pas la peau. Certains drags simulent la présence d'un pénis dans le pantalon, le « packing » : chez les drag kings débutants il est utilisé des chaussettes ou préservatifs remplis de cotons ou gel, tandis que des modèles en silicone plus réalistes existent pour les plus expérimentés.

### Comportement
Vient ensuite l'adaptation du comportement : les drag kings adoptent souvent une masculinité exagérée et stéréotypées, jouant avec les clichés sur les attitudes masculines. Le jeu d'attitude est sur la façon de marcher et les performances sont principalement sur des musiques à voix masculines. Par exemple, ils s’assoient en position de manspreading. La parodie voit parfois jusqu'à des scénarios irréalistes : un drag king énonce posséder des attributs génitaux masculins et ensuite les sort littéralement d'une valise déconnecté de tout ; ou encore un drag king se plaint d'avoir des poils qui lui poussent partout, même jusque sur les ongles relevant ainsi de l'humour absurde. D'autres par ailleurs décident de jouer avec les codes et de présenter une figure masculine soumise, fragile et docile.

### Dichotomie avec les drag queens
Les drag kings n'utilisent pas autant la pratique camp, littéralement « poser », entre flamboyance et ironie, mais davantage l'understatement, c'est-à-dire l'auto-réflexivité politique. Le kinging serait une nouvelle pratique esthétique, performative et politique de la sub-culture butch fem parodiant la masculinité blanche petite bourgeoise qui se caractériserait par un manque de « naturel » de performativité.

## Concours de drag kings
Il existe des concours de drag kings, dont notamment celui organisé à Londres dès 1995 et le Concours de drag king de San Francisco dès 1994,.

## Dans la culture

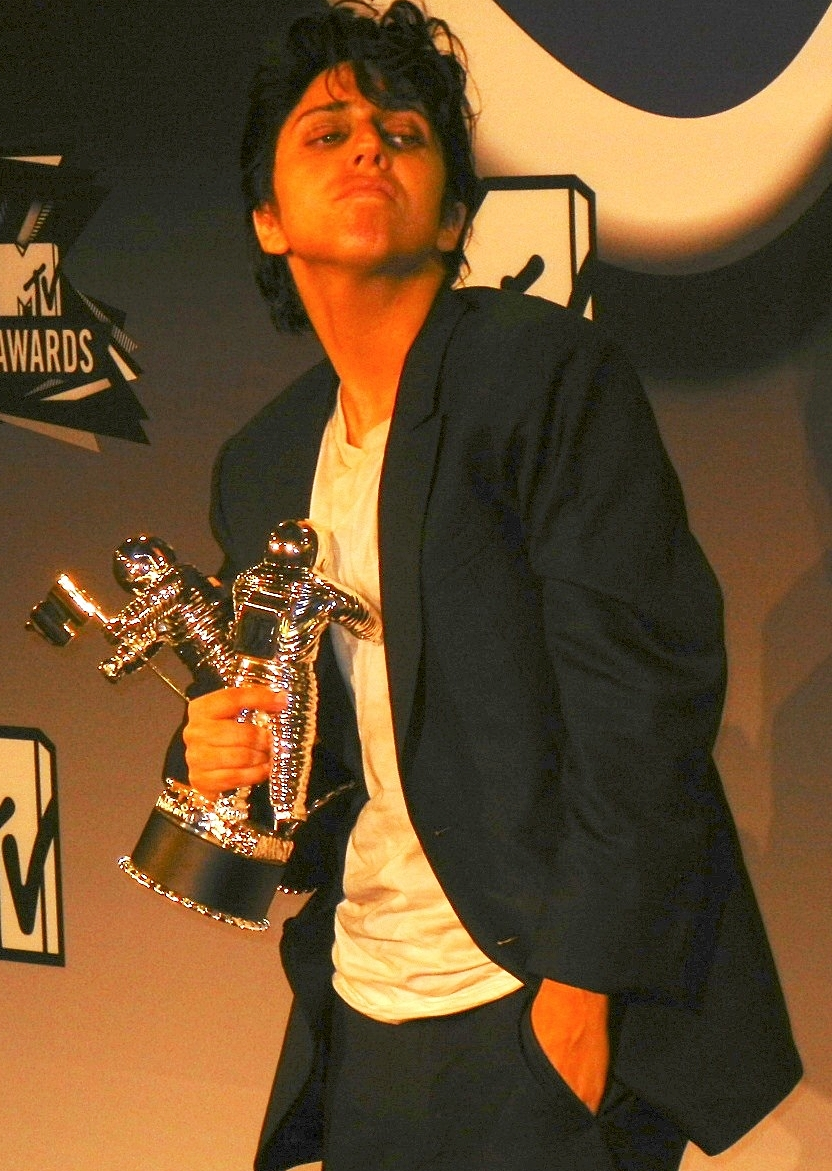
Jo Calderone, alter ego de Lady Gaga en 2011.

- 1999 :  Publication de The Drag King Book de Volcano et Halberstam
- 2001 : Venus Boyz (de), un film de Gabriel Baur (en) sur la scène drag internationale
- 2002 : Publication de The drag anthology de Troka, Lebesco et Noble
- 2005 : Traduction en français de Gender Troubles de la philosophe queer  Judith Butler qui impacte fortement la communauté queer francophone[6]
- 2008 : le magazine Têtu publie l'article « Drag King : Do it yourself »
- 2011 : Lady Gaga apparait aux MTV Video Music Awards sous les traits de son alter ego masculin Jo Calderone[23]
- 2012 : Man for a Day (de), un film documentaire de Katarina Peters sur l'atelier de drag king l'artiste-perforeuse Diane Tor
- 2012-2013 : Articles sur les drag kings dans Le Nouvel Obs, Rue 89, Huffington Post, Les Inrockuptibles
- 2015 : Documentaire sur les drag kings de Chriss Lag projeté au Festival international des femmes de Créteil
- 2016 : Parole de king !, un film documentaire de Chriss Lag sur les drag kings en France
- 2021 : King Max, un court métrage d'Adèle Vincenti-Crasson avec Julie Furton, Jay des Adelphes, Thomas Occhio[40]
- 2022 : dans le deuxième épisode de Drag Race France apparaissent trois drag kings, Jésus La Vidange, Juda La Vidange et Chico[41],[42].
- 2023 : Devenir roi, documentaire de Manon Selli qui retrace l’histoire et le quotidien de Cha alias PowerBeauTom, un jeune drag king qui, grâce à son art, s'affranchit des normes et explore le genre[43],[44].

## Recherche
Luca Greco s'est penché sur les pratiques de construction et de présentation de soi dans un atelier bruxellois de Drag King. Il y interroge l'approche interactionnelle et multisémiotique du genre relativement à l’histoire individuelle et collective des participants.